# قطعنامه ۲۰۶۵ شورای امنیت
قطعنامهٔ ۲۰۶۵ شورای امنیت سازمان ملل متحد سندی بین‌المللی دربارهٔ تمدید مأموریت دفتر حافظ صلح سازمان ملل در سیرالئون است. این قطعنامه طی نشست شورای امنیت سازمان ملل متحد در تاریخ ۱۲ سپتامبر ۲۰۱۲ میلادی با ۱۵ رأی موافق، ۰ مخالف و ۰ ممتنع به تصویب رسید.